# Куба, Родриго
Родриго Куба Пиедра (исп. Rodrigo Cuba Piedra; род. 17 мая 1992 года, Лима, Перу) — перуанский футболист, защитник клуба «Депортиво Мунисипаль» и сборной Перу.

## Клубная карьера
Куба начал профессиональную карьеру в клубе «Альянса Лима» из своего родного города. 18 февраля 2012 года в матче против «Леон де Уануко» он дебютировал в перуанской Примере. 26 августа в поединке против «Спорт Бойз» Родриго забил свой первый гол за «Альянсу». Куба не всегда выходил на поле в основе и по окончании второго сезона решил покинуть команду. Летом 2013 года он перешёл в «Хуан Аурич». 1 сентября в матче против «Аякучо» Куба дебютировал за новый клуб. Супстя две недели в поединке против «Универсидад Сан-Мартин» Родриго забил свой первый гол за «Хуан Аурич». В 2015 году он помог команде завоевать серебряные медали. 19 февраля в поединке против мексиканского УАНЛ Тигрес Куба дебютировал в Кубке Либертадорес.
Летом того же года Родриго перешёл в «Университарио». 31 августа в матче против «Унион Комерсио» он дебютировал за новую команду.

## Международная карьера
15 ноября 2014 года в товарищеском матче против сборной Парагвая Куба дебютировал за сборную Перу, заменив во втором тайме Луиса Адвинкулу.